# Anne Pashley
Anne Pashley (ur. 5 czerwca 1935 w Skegness, zm. 7 października 2016 w Chilton) – brytyjska (angielska) lekkoatletka specjalizująca się w krótkich biegach sprinterskich, uczestniczka letnich igrzysk olimpijskich w Melbourne (1956), srebrna medalistka olimpijska w biegu sztafetowym 4 × 100 metrów. Także śpiewaczka operowa.

## Sukcesy sportowe
- dwukrotna mistrzyni Wielkiej Brytanii w biegu na 100 jardów – 1953, 1954[2]
- rekordzistka świata w sztafecie 4 × 220 jardów (1:39,9 w 1953)[3]
- wielokrotna rekordzistka kraju[4]

| Rok  | Miasto    | Zawody                                                 | Konkurencja                                | Wynik                    |
| ---- | --------- | ------------------------------------------------------ | ------------------------------------------ | ------------------------ |
| 1954 | Berno     | Mistrzostwa Europy                                     | bieg na 100 m                              | brązowy medal            |
| 1954 | Vancouver | Igrzyska Imperium Brytyjskiego i Wspólnoty Brytyjskiej | sztafeta 4 × 110 jardów bieg na 100 jardów | srebrny medal 4. miejsce |
| 1956 | Melbourne | Igrzyska olimpijskie                                   | sztafeta 4 × 100 m                         | srebrny medal            |

## Rekordy życiowe
- bieg na 100 metrów – 11,6 – Budapeszt 29/09/1956[5]
- bieg na 200 metrów – 25,0 – Londyn 03/08/1953